# 砥部焼伝統産業会館
砥部焼伝統産業会館（とべやきでんとうさんぎょうかいかん）は、愛媛県伊予郡砥部町にある博物館である。

## 概要
- 1976年の国の伝統工芸品を指定したことを機に同町の事業の整備として開始、1989年4月に開館した[1]。砥部焼に関する歴史的な資料や貴重な作品などの宝庫であり、1階には展示室。2階には新作の見本市や個展などがある企画展示室や窯元紹介コーナーがある。
- イベントではとべやきひなまつり（2月上旬から3月上旬）、毎年4月には砥部焼まつり（第3土曜日と第3日曜日）、砥部焼新作展（4月）、砥部焼まどんな展（7月中旬から8月中旬）、伝統工芸士に関する展示がある。

## 交通
伊予鉄道の松山市駅またはいよ立花駅より伊予鉄バスの『砥部断層口・砥部大岩橋』いずれかの行き先のバスに乗車（合わせて日中は30分おきに運転）。砥部焼伝統産業会館前で下車。徒歩3分。松山市駅からの乗車時間は45分。